# Horst Wildemann
Horst Wildemann (* 4. Januar 1942 in Litzmannstadt) ist ein deutscher Wirtschaftswissenschaftler. Von 1989 bis 2010 war er Inhaber des Lehrstuhls für Betriebswirtschaftslehre – Unternehmensführung, Logistik und Produktion an der TU München.

## Leben

### Herkunft
Horst Wildemann wuchs im Bezirk Neubrandenburg auf. Nachdem sein Vater aus der DDR flüchtete, musste er die Schule verlassen. Später konnte er sich selbst nach Nordrhein-Westfalen absetzen, wo er eine Lehre als Werkzeugmacher machte.

### Studium und Beruf
Horst Wildemann studierte in Aachen und Köln Maschinenbau und Betriebswirtschaftslehre. Nach dem Studium war er als Ingenieur in der Automobilindustrie tätig (Ford Deutschland). 1974 promovierte er zum Dr. rer. pol. und 1980 habilitierte er sich an der Universität zu Köln. Seit 1980 lehrt er als ordentlicher Professor für Betriebswirtschaftslehre an den Universitäten Bayreuth, Passau und seit 1989 an der Technischen Universität München. 2010 ist er emeritiert, ist aber weiterhin in Forschung, Lehre und als Geschäftsführer der Münchner Unternehmensberatung TCW sowie als Aufsichtsrats- und Beiratsmitglied in deutschen Industrieunternehmen aktiv tätig. Horst Wildemann ist Mitglied im Herausgeberbeirat zahlreicher Fachzeitschriften und Fachbücher.
Seit 1992 ist er Vorsitzender des Expertengremiums und Begründer des Bayerischen Qualitätspreis. Die wissenschaftlichen Leistungen von Horst Wildemann haben sich in über 40 Büchern und 600 Aufsätzen niedergeschlagen. Seine Arbeitsschwerpunkte betreffen die Fertigungswirtschaft und Logistik sowie Fragen der Strategie und Unternehmensplanung. Er hat das Konzept der Produktklinik entwickelt. Seine Schüler verleihen seit 2007 den „Horst-Wildemann-Preis für innovative Managementkonzepte“ an Nachwuchswissenschaftler.

## Münchner Management Kolloquium (MMK)
Horst Wildemman ist einer der Veranstalter des Münchner Management Kolloquiums, in dem seit 1990 alljährlich die Vertreter wichtiger deutscher Wirtschaftsunternehmen zusammenkommen. Das MMK ist Deutschlands größter Wirtschaftskongress und bekannt dafür, dass Führungskräfte aus Dax-Konzernen, europäischen Unternehmen, Eigentümer und Gesellschafter erfolgreicher Mittelständler und Start-ups zusammenkommen und diskutieren.

## Auszeichnungen
- Bundesverdienstkreuz I. Klasse des Verdienstordens der Bundesrepublik Deutschland (2001)
- Bayerischer Verdienstorden (2006)
- Ehrennadel der Bundesvereinigung Logistik (2008)
- Staatsmedaille des Freistaates Bayern
- Ehrendoktorwürden der Universität Passau, Universität Klagenfurt, Brandenburgische Technische Universität Cottbus, Technische Universität Hamburg[6]

## Schriften
- Globalisierung. Vom nationalen Qualitätsexporteur zum globalen Unternehmen. TCW, München 2000, ISBN 3-931511-00-1.
- Wissensmanagement: Ein neuer Erfolgsfaktor für Unternehmen. TCW, München 2003, ISBN 3-931511-45-6.